# 沖縄県の市町村歌一覧
沖縄県の市町村歌一覧（おきなわけんのしちょうそんかいちらん）は、日本の沖縄県に属する市町村で制定されている、もしくは過去に制定されていた市町村歌などの自治体歌やそれに準じた楽曲の一覧である。なお、一覧の順序は全国地方公共団体コード順による。

## 概説
沖縄県では平成の大合併を経て新たに誕生した市を含めて県下の11市全てが市歌を制定しており、県庁所在地の那覇市では戦前に制定された市歌が2017年（平成29年）に実施した歌詞の増補を経て歌い継がれている。町村部でも同じ南西諸島に属し地理的に連続する鹿児島県の大隅諸島や奄美群島と同様、町村歌制定に対する意識が非常に高くほとんどの町村で町歌・村歌が制定されている。
宜野湾市や石垣市、竹富町を始め米国施政権下で制定され現在まで引き継がれている市町村歌も見られる。作曲は1960年代から1980年代にかけて制定されたものでは「沖縄県民の歌」を手掛けた琉球大学教育学部教授で声楽家の城間繁が、また1990年代以降に制定されたものでは県内を拠点に活動した音楽プロデューサーの普久原恒勇が手掛けたものが多い。

## 市部
那覇市
- 那覇市歌[1] - 1929年（昭和4年）頃制定

作詞：安藤佳翠（1〜3番）、那覇市歌選定委員会（4〜7番） 作曲：宮良長包
戦災で関連資料が焼失しているため詳しい制定経緯は不明となっているが、当時の新聞記事から1929年（昭和4年）頃に制定されたと見られている。首里・真和志の両市と小禄村を編入して市域を拡大する以前に制定されたものであるため、1954年（昭和29年）と2002年（平成14年）に新市歌の制定が検討されたが実現に至らなかった。2014年（平成26年）より実施された3度目の検討では、現行の市歌を存続させたうえで新たに4番から7番を追加することになり、2017年（平成29年）に増補版の市歌が制定された。
宜野湾市
- 宜野湾市の歌[4] - 1967年（昭和42年）7月制定

作詞：野田猛良 作曲：田場盛徳
市制5周年記念。
石垣市
- 石垣市歌[5] - 1967年（昭和42年）4月8日制定

作詞：玻座間里芳 作曲：仲里長宣
浦添市
- 浦添市歌[6] - 1974年（昭和49年）11月7日制定

作詞：西平守功 作曲：城間繁 編曲：寺岡真三
名護市
- 名護市民の歌[7] - 1973年（昭和48年）8月1日制定[8]

作詞：本田秀雄 補作：名護市民の歌選定委員会 作曲：城間繁
市制3周年記念。
糸満市
- 糸満市民のうた[9]

作詞：森英夫 作曲：渡久地政信
沖縄市
- 沖縄市歌[10] - 1974年（昭和49年）10月31日制定

作詞：屋嘉宗克 作曲：奥平潤
豊見城市
- 豊見城市歌[11] - 1977年（昭和52年）7月1日制定

作詞：拝根光正 作曲：田場盛徳
元は豊見城村歌として制定され、市制施行後に改題・継承。
うるま市
- 青雲澄みて[12] - 2007年（平成19年）9月10日制定

作詞：知念仁照 補作：うるま市市歌検討委員会 作曲：普久原恒勇
宮古島市
- 黎明の空に[13] - 2006年（平成18年）9月5日制定

作詞：砂川健次 作曲：三浦禄 補作・編曲：中村透
南城市
- 南城市歌[14] - 2008年（平成20年）1月1日制定

作詞：知念仁照 作曲：普久原恒勇

## 町村部
国頭郡国頭村
- 国頭村歌[15] - 1972年（昭和47年）4月1日制定

作詞：船越義彰
国頭郡大宜味村
- 大宜味村歌[16]

作詞：平田嗣水 作曲：伊志嶺朝次
国頭郡東村
- 東村村歌[17] - 1978年（昭和53年）制定

作詞：比嘉福吉 作曲：小林幸男
国頭郡今帰仁村
- 今帰仁村歌[18] - 1973年（昭和48年）11月9日制定

作詞：平山良明 作曲：城間繁
国頭郡本部町
- 本部町町歌[19] - 1966年（昭和41年）12月15日制定[20]

作詞：脇太一 作曲：渡久地政一
国頭郡恩納村
- 恩納村歌[21]

作詞：當山正賢 作曲：新城正一 編曲：屋富祖寛治
国頭郡宜野座村
- 宜野座村民歌 - 1976年（昭和51年）11月27日制定[22]

作詞：中山興真 作曲：森山努 編曲：當原守哉
国頭郡金武町
- 金武町歌 - 1983年（昭和58年制定）[23]

作詞：下門龍栄 作曲：城間繁
国頭郡伊江村
- 伊江村歌[24] - 1983年（昭和58年）4月1日制定

作詞：野中常雄 補作：伊江村村歌制定委員会 作曲：城間繁
中頭郡読谷村
- 読谷村歌[25] - 1976年（昭和51年）12月24日制定

作詞：渡久山朝章 作曲：田場盛徳
中頭郡嘉手納町
- 嘉手納町歌[26] - 1983年（昭和58年）2月1日制定

作詞：坂口洋隆 作曲：普久原恒勇 編曲：屋富祖寛治
中頭郡北谷町
- 北谷町の歌[27] - 1980年（昭和55年）4月1日制定

作詞：野中常雄 補作：北谷町歌音頭選定委員会 作曲：普久原恒勇 編曲：前田俊明
中頭郡北中城村
- 清らかな心で - 1980年（昭和55年）5月20日制定[28]

作詞：野中常雄 補作：村章村歌審査委員会 作曲：城間繁
中頭郡中城村
- 中城村民の歌[29] - 1979年（昭和54年）3月10日制定

作詞：新垣秀雄 作曲：田場盛徳
中頭郡西原町
- 西原町歌[30] - 1990年（平成2年）1月1日制定

作詞：岡本淳三 作曲：渡久地政一
島尻郡与那原町
- 与那原町町歌[31] - 1981年（昭和56年）6月1日制定

作詞：野田猛良 作曲：城間繁
島尻郡南風原町
- 南風原町歌[32] - 1971年（昭和46年）4月18日制定[33]

作詞：南益子 作曲：田場盛徳 編曲：与儀亨
島尻郡渡嘉敷村
- ゆめしま - 2003年（平成15年）発表

作詞・作曲：ジュン・ヤマムラ
「渡嘉敷イメージソングコンテスト」最優秀賞受賞作品。
1993年（平成5年）に村歌審議会が設置されたが、審査結果・制定の有無については不明。
島尻郡座間味村
- 青の楽園 - 2005年（平成17年）発表

作詞：中島えりな 作曲・編曲：淡海悟郎
村イメージソング。
島尻郡粟国村
- 粟国村歌[36]

作詞：兼城賢栄 作曲：中村透
島尻郡渡名喜村
- 渡名喜村村歌[37]

作詞：平田嗣永 作曲：奥平潤
島尻郡南大東村
- 南大東村歌[38] - 1980年（昭和55年）11月1日制定[39]

作詞：西浜良修 作曲：城間繁
南大東島開拓80周年記念事業の一環として制定。
島尻郡北大東村
- 北大東村民歌

作詞：新里恒彦 作曲：普久原恒勇
島尻郡伊平屋村
- 伊平屋村歌[40] - 1977年（昭和52年）4月1日制定[41]

作詞：坂口洋隆 作曲：八洲秀章
島尻郡伊是名村
- 伊是名村歌 - 1969年（昭和44年）8月15日制定[42]

島尻郡久米島町
- わがまち久米島[43]

作詞：南英市 作曲：普久原恒勇
島尻郡八重瀬町
- 光りあふれる[44] - 2009年（平成21年）10月5日制定[45]

作詞：南英市 作曲：長嶺俊一
宮古郡多良間村
- 多良間村歌 - 1973年（昭和48年）制定[46]

八重山郡竹富町
- 竹富町町歌[47] - 1970年（昭和45年）1月20日制定

作詞：加屋本賢光 作曲：糸洲長良
八重山郡与那国町
- 与那国小唄 - 1937年（昭和12年）発表

（作詞・作曲者については諸説あり）
元は与那国島のPRソングとして作成された楽曲で、作詞・作曲者は文献によりいずれも奥平方秀とするもの、与那国女子青年団の作詞で奥平が補作したとするもの、作曲者を宮良長包とするものが混在しているが、奥平潤は「作詞・作曲とも奥平方秀」であるとしている。
例規上の告示は無いが作成時に与那国村（当時）助役の宮良泰平から後援を受けており、町制施行後も成人式など町主催の行事で斉唱されることから事実上の町民歌に相当する楽曲として扱われている。

## 廃止された市町村歌
コザ市
- コザ市歌 - 1966年（昭和41年）7月30日制定

作詞：野田猛良 作曲：田場盛徳
具志川市
- 具志川市歌 - 1978年（昭和53年）12月28日制定[50]

作詞：平田嗣水 作曲：普久原恒勇
石川市
- 石川市歌 - 1980年（昭和55年）11月22日制定[50]

平良市
- 平良市歌 - 1960年（昭和35年）11月制定[51]

作詞：池村恵祐 作曲：富山永三
中頭郡勝連町
- 勝連町歌 - 1979年（昭和54年）3月14日制定[50]

中頭郡与那城町
- 与那城町の歌 - 1977年（昭和52年）3月5日制定[50]

村制当時に制定され、1994年の町制施行に伴い改題・歌詞を一部（自治体名の読みを「よなぐすく」から「よなしろ」に）変更。